# Leopoldo Savona
Leopoldo Savona (Lenola, 2 luglio 1913 – Jesi, 19 ottobre 2000) è stato un regista e sceneggiatore italiano.

## Biografia
Iniziò a lavorare nel mondo del cinema come aiuto regista di Giuseppe De Santis dal 1949 al 1957, e debuttò egli stesso alla regia nel 1955 con Il principe dalla maschera rossa. Seguirono diverse altre produzioni cinematografiche dalla metà degli anni cinquanta alla metà degli anni settanta.
Fra i suoi film più celebri si possono citare La guerra continua (1962), I diavoli di Spartivento (1963), Un uomo chiamato Apocalisse Joe (1970) e Le due orfanelle (1976).
Collaborò come assistente tecnico di Pier Paolo Pasolini nel film Accattone (1961). Inoltre lavorò come attore in varie occasioni con lo pseudonimo di Leo Coleman. Ebbe anche un ruolo non accreditato in La dolce vita (1960) di Federico Fellini.

## Filmografia

### Regista e sceneggiatore
- Il principe dalla maschera rossa (1955)
- Le notti dei teddy boys (1959)
- La guerra continua (1962)
- La leggenda di Fra Diavolo (1962)
- I diavoli di Spartivento (1963)
- El Rojo (1966)
- Killer Kid (1967)
- La porta del cannone (1969)
- Un uomo chiamato Apocalisse Joe (1970)
- Byleth - Il demone dell'incesto (1972)
- Posate le pistole, reverendo (1972)
- La morte scende leggera (1972) (edito nel 1974)
- Le due orfanelle (1976)

### Regista
- Uomini e lupi, co-regia di Giuseppe De Santis (1957)
- L'ultima carica (1964)

### Attore
- Fanciulle di lusso, regia di Bernard Vorhaus (1952)
- Il gigante di Metropolis, regia di Umberto Scarpelli (1961)
- FBI chiama Istanbul, regia di Emimmo Salvi (1964)